# Anemone
|  | Der findes to planteslægter med det danske navn Anemone. For slægten med det latinske navn Hepatica hvori Blå Anemone indgår, se Anemone (Hepatica). |
Anemone (Anemone) er en slægt med ca. 150 arter, der er udbredt på alle kontinenter, undtagen Antarktis. Det er stauder med krybende eller knolddannende jordstængler. Der dannes nogle få, grundstillede og håndfligede blade foruden det blomsterbærende skud. Blomsten er regelmæssig og har talrige støvdragere. Her omtales kun de arter, som enten er vildtvoksende eller dyrkede i Danmark.
| Beskrevne arter |

- Appennineranemone (Anemone appennina)
- Balkananemone (Anemone blanda)
- Fransk anemone (Anemone coronaria)
- Høstanemone (Anemone hupehensis)
- Svovlgul anemone (Anemone x lipsiensis)
- Bjerganemone (Anemone narcissiflora)
- Hvid anemone (Anemone nemorosa)
- Nikkende kobjælde (Anemone pratensis) – synonym: Pulsatilla pratensis
- Opret kobjælde (Anemone pulsatilla) – synonym: Pulsatilla vulgaris
- Gul anemone (Anemone ranunculoides)
- Sommeranemone (Anemone sylvestris)
- Vårkobjælde (Anemone vernalis) – synonym: Pulsatilla vernalis

| Andre arter |

| - Anemone acutiloba - Anemone albana - Anemone alpina - Anemone ambigua - Anemone americana - Anemone angulosa - Anemone baldensis - Anemone begoniifolia - Anemone biflora - Anemone blanda - Anemone bungeana - Anemone canadensis - Anemone caroliniana - Anemone cernua - Anemone chinensis - Anemone crinita - Anemone cylindrica - Anemone dahurica - Anemone davidii | - Anemone decapetala - Anemone deltoidea - Anemone demissa - Anemone flaccida - Anemone glaucifolia - Anemone halleri - Anemone helleborifolia - Anemone hepatica - Anemone mexicana - Anemone montana - Anemone multifida - Anemone nikoensis - Anemone occidentalis - Anemone parviflora - Anemone patens - Anemone polyanthes - Anemone pulsatilla - Anemone quinquefolia - Anemone raddeana | - Anemone rivularis - Anemone rupestris - Anemone rupicola - Anemone sulphurea - Anemone tetrasepala - Anemone tomentosa - Anemone transsilvanica - Anemone tuberosa - Anemone virginiana - Anemone vitifolia |

NB. De arter, der tidligere var samlet under slægten Kobjælde (Pulsatilla), er efter undersøgelse af deres DNA nu overført til slægten Anemone. Derfor indgår de i registrene ovenfor.